# إتز مستر بانتس
إتز مستر بانتس (بالإنجليزية: It's Mr. Pants)‏ هي لعبة فيديو ألغاز طورتها راير ونشرتها تي إتش كيو لنظام ألعاب الفيديو المحمول غيم بوي أدفانس. صدرت نسخة الغيم بوي أدفانس في أمريكا الشمالية في نوفمبر 2004، وفي أوروبا في 4 فبراير 2005. نشرت اللعبة على الهواتف المحمولة بواسطة إن-فوزيو في أمريكا الشمالية في 1 مارس 2006، وفي أوروبا في 11 مايو 2005. نجم اللعبة السيد بانتس، وهو تعويذة مرسومة بشكل فظ ظهرت سابقًا على موقع راير على الويب والذي ظهر في العديد من الألعاب السابقة.

## أسلوب اللعب
الفكرة الأساسية للعبة هي إنشاء مستطيلات يجب أن تكون كتلتين في ثلاثة أو أكبر لمسحها من الشبكة. لا يمكن وضع الكتل أعلى الكتل من نفس اللون الموجودة بالفعل على الشبكة، ولكن يمكن وضعها فوق الكتل من أي لون آخر مما يتسبب في اختفاء الكتل المختلفة على الشبكة.
تتضمن اللعبة ثلاثة أوضاع لعب رئيسية: الألغاز، حيث يجب على اللاعبين مسح لوحة الألغاز باستخدام مجموعة محدودة من الكتل المحددة؛ وضع المسح، حيث يكون للاعبين حد زمني مدته دقيقتان لإزالة كل الكتل من الشبكة؛ ووضع الماراثون، حيث يتم تقييد مساحة الشبكة المتاحة ببطء بينما يحاول اللاعبون تحقيق أعلى درجة ممكنة. يحتوي كل وضع على أربعة مستويات صعوبة، تتراوح من «سهل» إلى «خاص»، مع فتح كل صعوبة بعد مسح المستوى السابق. يتم منح اللاعبين كأسًا لكل مستوى صعوبة تم إكماله بنجاح. عند الانتهاء من جميع الصعوبات الأربع في وضع الألغاز، يتم إلغاء تأمين نوع رابع من الألعاب يسمى «ماكس ذا ميستكل ماوسز مودل»، حيث يجب على اللاعبين مسح مستطيلات بأحجام معينة كما هو منصوص عليه في ماكس.

## التطوير والإصدار
تم تطوير اللعبة بواسطة راير، والتي كانت، خلال معظم إنتاج اللعبة، مطورً طرف ثانٍ لنينتندو. كان راير مسؤولاً عن إنشاء ألعاب في سلسلة دونكي كونغ طويلة الأمد من نينتندو. في بداية التطوير، مرت اللعبة بالعديد من التغييرات في الأسماء بما في ذلك سبلونج وناتكراكر وأانيمل كراكر وسانفلاور. تم تقديمه في النهاية بواسطة راير في معرض الترفيه الإلكتروني 2001 باسم دونكي كونغ كوكونت كراكرز، وهو أحد أربعة ألعاب لنظام الألعاب المحمول غيم بوي أدفانس. في سبتمبر 2002، أعلنت نينتندو أنها باعت حصتها البالغة 49 بالمائة في راير إلى الشركة الأخيرة. قامت شركة راير بعد ذلك ببيع كامل شركتها إلى مايكروسوفت ستوديوز. سبب ذلك خسارة راير حقوق الملكية الفكرية لسلسلة دونكي كونغ، مما أجبر راير على التخلي عن هذا الموضوع في لعبة الألغاز القادمة. في 11 أغسطس 2003، أعلنت عن شراكتها مع الناشر تي إتش كيو لتوزيع ألعاب راير لغيم بوي أدفانس، بما في ذلك الإصدار الذي تم الكشف عنه حديثًا إتز مستر بانتس، المقرر إصداره في أوائل عام 2004.
تم تصميم فكرة إتز مستر بانتس في الأصل من قبل المطورين القدامى لراير تيم ستامبر وغريغ مايلز. تم تصميم اللعبة بشكل أساسي من قبل جاستن كوك وباول ماتشاك. وصف كوك، الذي ينسب لنفسه الفضل في إنشاء ثلثي مستويات اللعبة، إنها لعبة على أنها «مجرد لعبة ألغاز صلبة»، قائلاً: «لقد علمنا أنها لم تكن لعبة» رائعة «، ولكن إمكانية اللعب كانت هناك.» بعد انهيار علاقتها مع نينتندو، اختارت راير إعادة تسمية اللعبة باستخدام إحدى شخصياتها الأخرى. نظر الفريق في البداية في استخدام شخصيات من سلاسل بانجو-كازووي وسابيرمان قبل أن يستقر على موقع راير عبر الإنترنت السيد بانتس، والتي استخدمتها الشركة في استطلاعات موقع الويب الخاصة بها والتي أطلق عليها بشكل جماعي «ذا بانتسبورد». تم رسم شخصية السيد بانتس في الأصل من قبل الفنان لي لوفداي، ولكن تم تنفيذ التصميم في اللعبة بواسطة ريان ستيفنسون. روى مايلز أن الأسلوب البصري «الطفولي» المستخدم في اللعبة قد تم إنجازه من خلال جعل الفنانين الذين يستخدمون اليد اليمنى يرسمون بأيديهم اليسرى لجعل الرسوم تبدو «سيئة حقًا».
تميز تجسيد دونكي كونغ كوكونت كراكرز للعبة بالقدرة على التبديل بين الرسومات ثنائية الأبعاد من أعلى إلى أسفل وتصميم متساوي القياس ثلاثي الأبعاد. وفقًا للمطور، تم إلغاء منظور متساوي القياس بسبب «مشكلات التناسق» عند التبديل بين العرضين، نظرًا لكونه محرجًا في رؤية مكان قطع الألغاز بالقرب من الجزء الخلفي من اللوحة، وأخيرًا لأنه «لم يظهر جميل» كما كانوا يأملون. عندما تم الكشف عن اللعبة لأول مرة باسم دونكي كونغ كوكونت كراكرز، كان الهدف من اللعبة أن تكون متعددة اللاعبين لما يصل إلى أربعة أفراد باستخدام كابل ربط غيم بوي أدفانس. كانت الشركة قد جربت أوضاعًا متعددة اللاعبين أثناء تطوير اللعبة، لكنه أصدر اللعبة في النهاية كلاعب فردي فقط. بمجرد إرسال اللعبة إلى تي إتش كيو، طلب الناشر إجراء بعض التغييرات الطفيفة. على سبيل المثال، «كرايون سنايم» التي تدور حول السبورة في وضع الماراثون كانت تسمى في الأصل «تراوزر سنايك». كانت اللعبة أيضًا قيد التطوير لجهاز غيزموندو المحمول، ولكن تم إلغاؤه بسبب فشل النظام.

## التقييم
| التقييم |                          |
| --- | ------------------------ |
| مجموع النقاط المجموع نقاط ميتاكريتيك 73/100 نتائج المراجعة نشرة نقاط إدج 5/10 يورو غيمر 9/10 غيم إنفورمر 8/10 غيم سبوت 6.6/10 غيم سباي آي جي إن (GBA) 8/10 (Mobile) 5/10 نينتندو باور 3.5/5 نينتندو ورلد ريبورت 7/10 فيديو غيمر.كوم 7/10 |                          |
| مجموع النقاط |                          |
| المجموع | نقاط                     |
| ميتاكريتيك | 73/100                   |
| نتائج المراجعة |                          |
| نشرة | نقاط                     |
| إدج | 5/10                     |
| يورو غيمر | 9/10                     |
| غيم إنفورمر | 8/10                     |
| غيم سبوت | 6.6/10                   |
| غيم سباي | 3.5/5 stars              |
| آي جي إن | (GBA) 8/10 (Mobile) 5/10 |
| نينتندو باور | 3.5/5                    |
| نينتندو ورلد ريبورت | 7/10                     |
| فيديو غيمر.كوم | 7/10                     |

تلقت اللعبة الأصلية تقييمات «متوسطة» وفقًا لموقع تجميع المراجعة ميتاكريتيك.

## وصلات خارجية
إتز مستر بانتس على موبي غيمز